# Caldwellia imperfecta
Caldwellia imperfecta é uma espécie de gastrópode  da família Euconulidae.
Pode ser encontrada nos seguintes países: Maurícia e Reunião.